# Архарлы (Карашокинский сельский округ)
Архарлы (каз. Арқарлы) — село в Кербулакском районе Жетысуской области Казахстана. Входит в состав Карашокинского сельского округа. Код КАТО — 194645200.

## Население
В 1999 году население села составляло 629 человек (316 мужчин и 313 женщин). По данным переписи 2009 года, в селе проживали 334 человека (158 мужчин и 176 женщин).